# Coleophora attalicella
Coleophora attalicella é uma espécie de mariposa do gênero Coleophora pertencente à família Coleophoridae.